# Burgruine Hohenwang

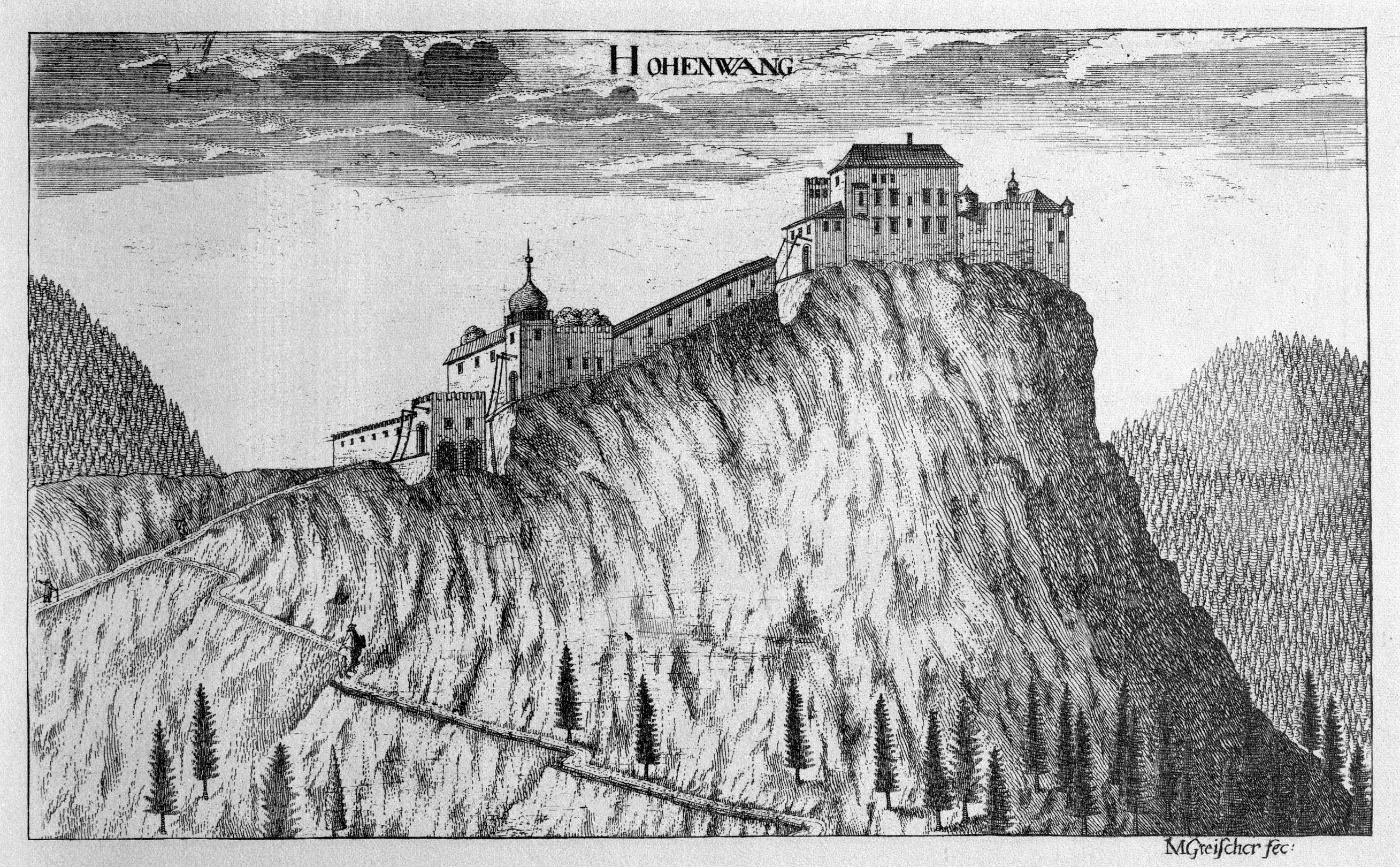
Die voll ausgebaute Burg um 1681, Stich von Georg Matthäus Vischer, im Vordergrund ist der auch heute noch vorhandene Steig zum ehemaligen Turnierplatz am Sprengzaun dargestellt

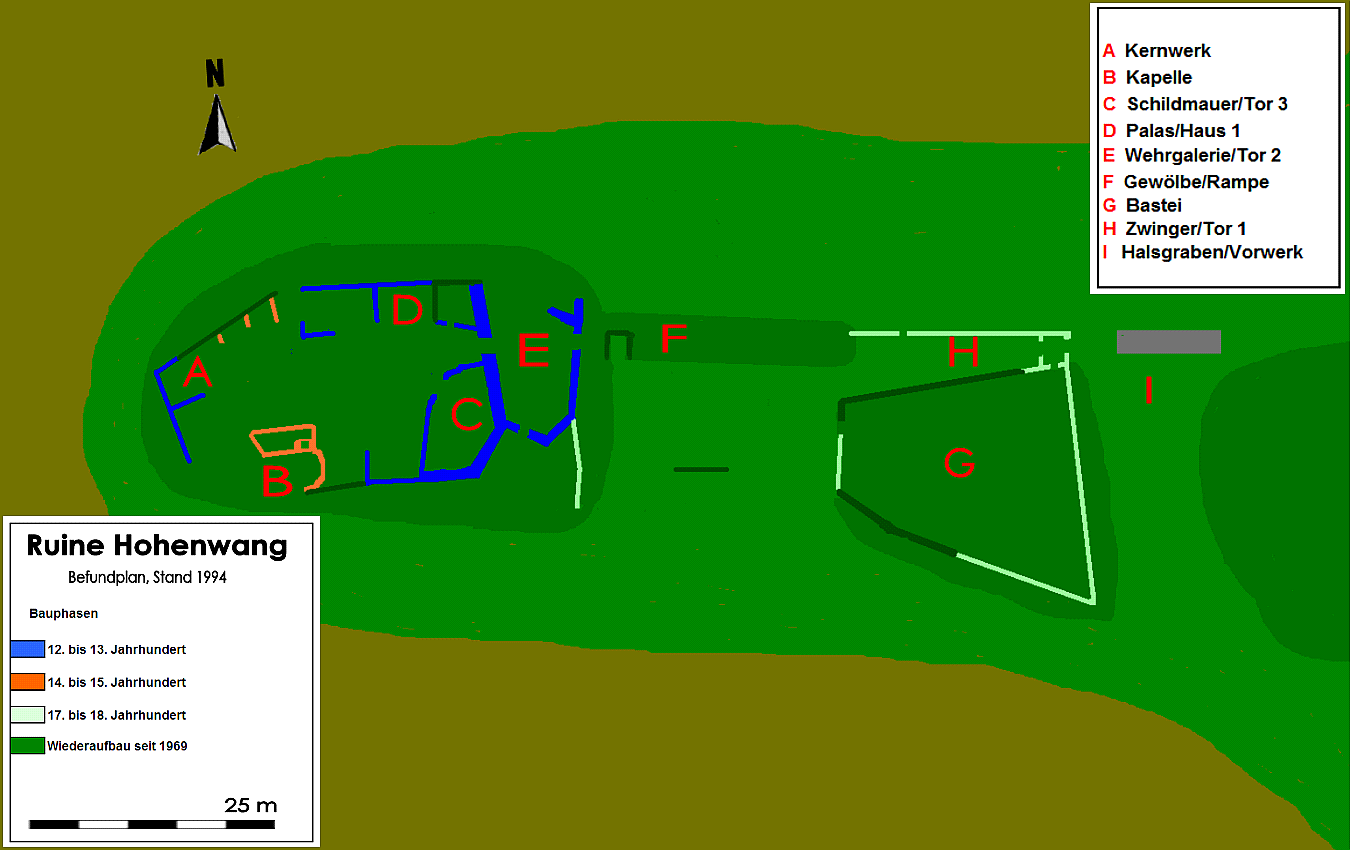
Befundskizze, Stand 1994

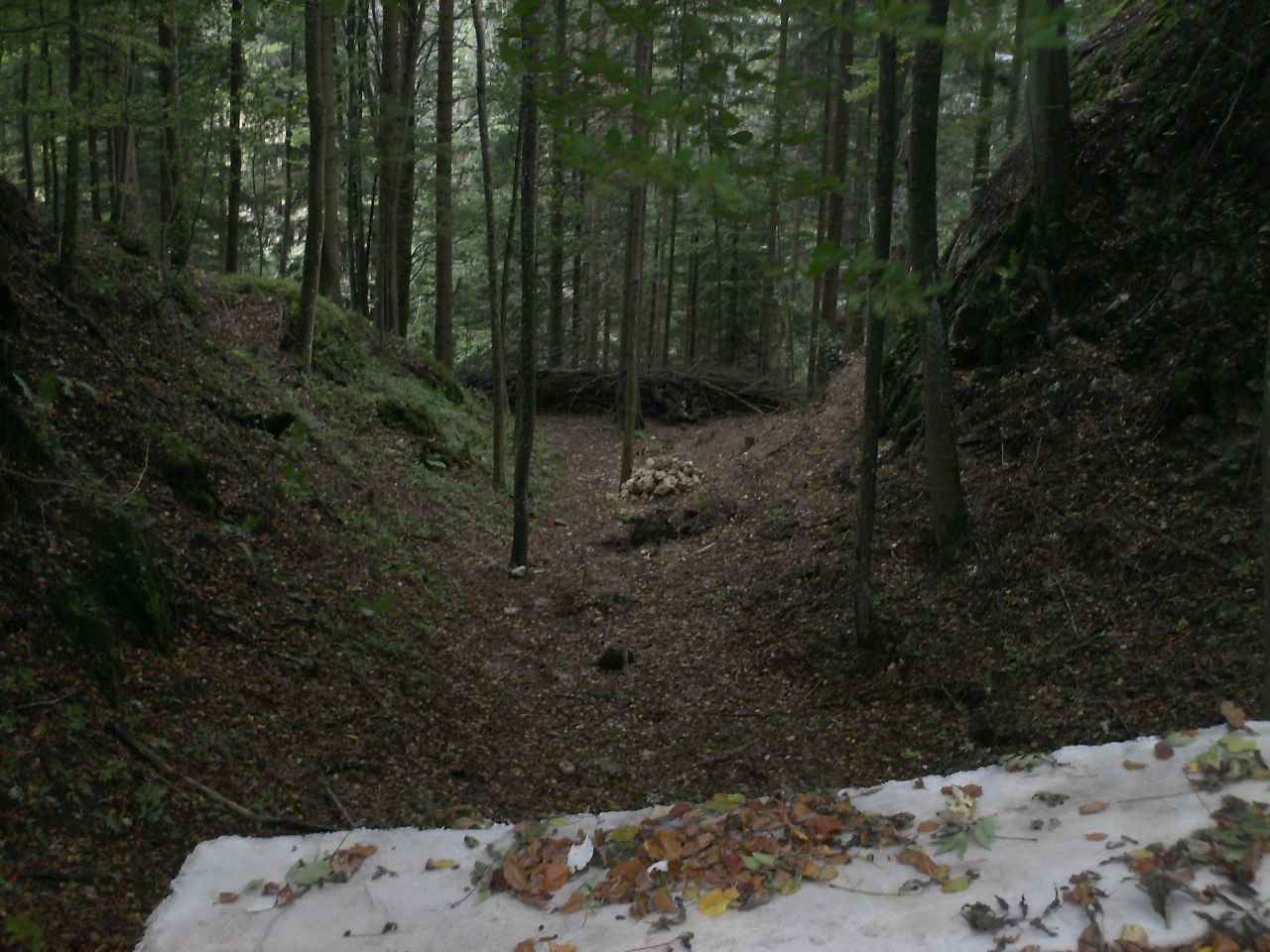
Halsgraben vor dem Haupttor

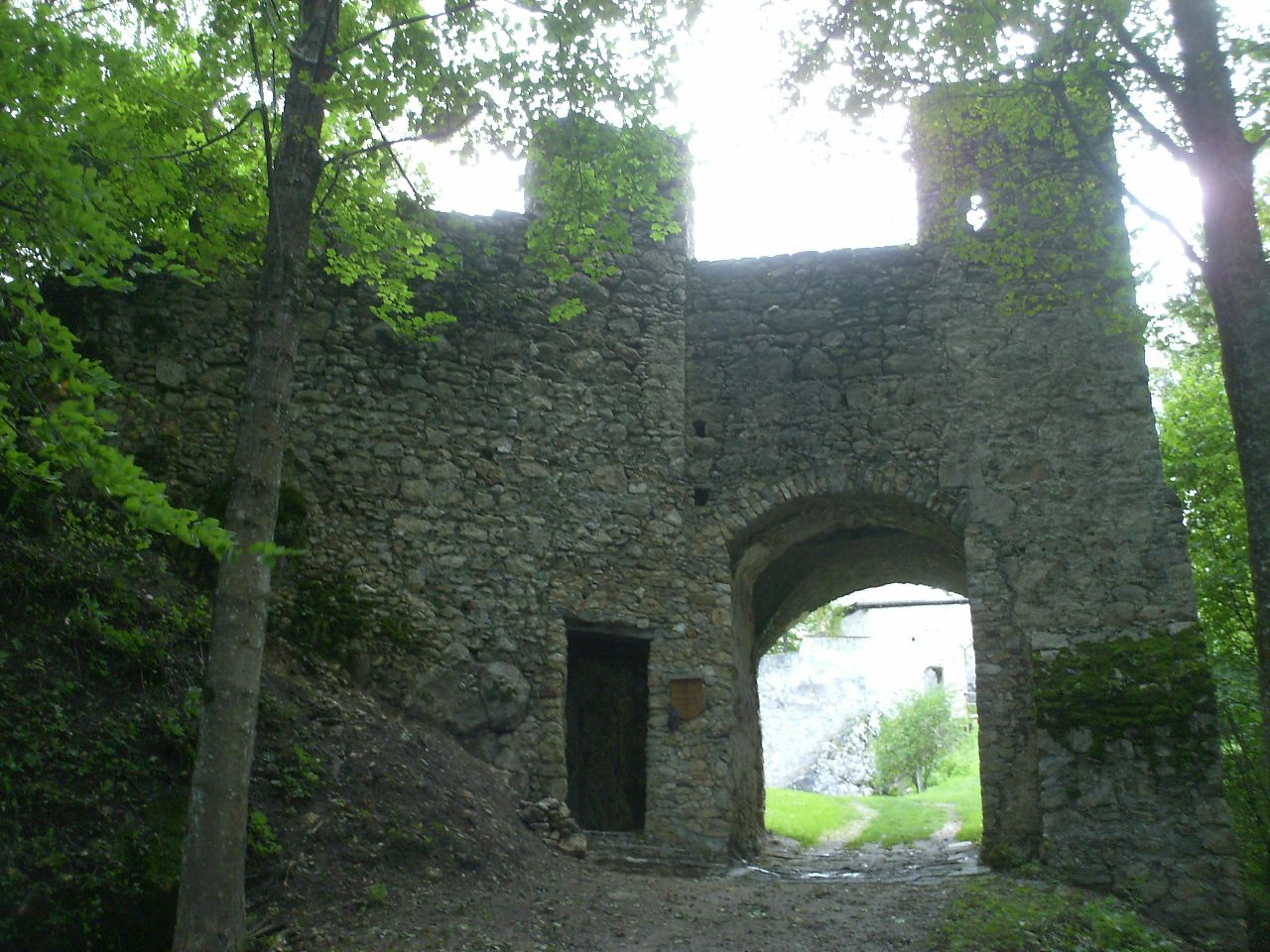
Haupttor mit Mannloch, Ansicht aus Ost

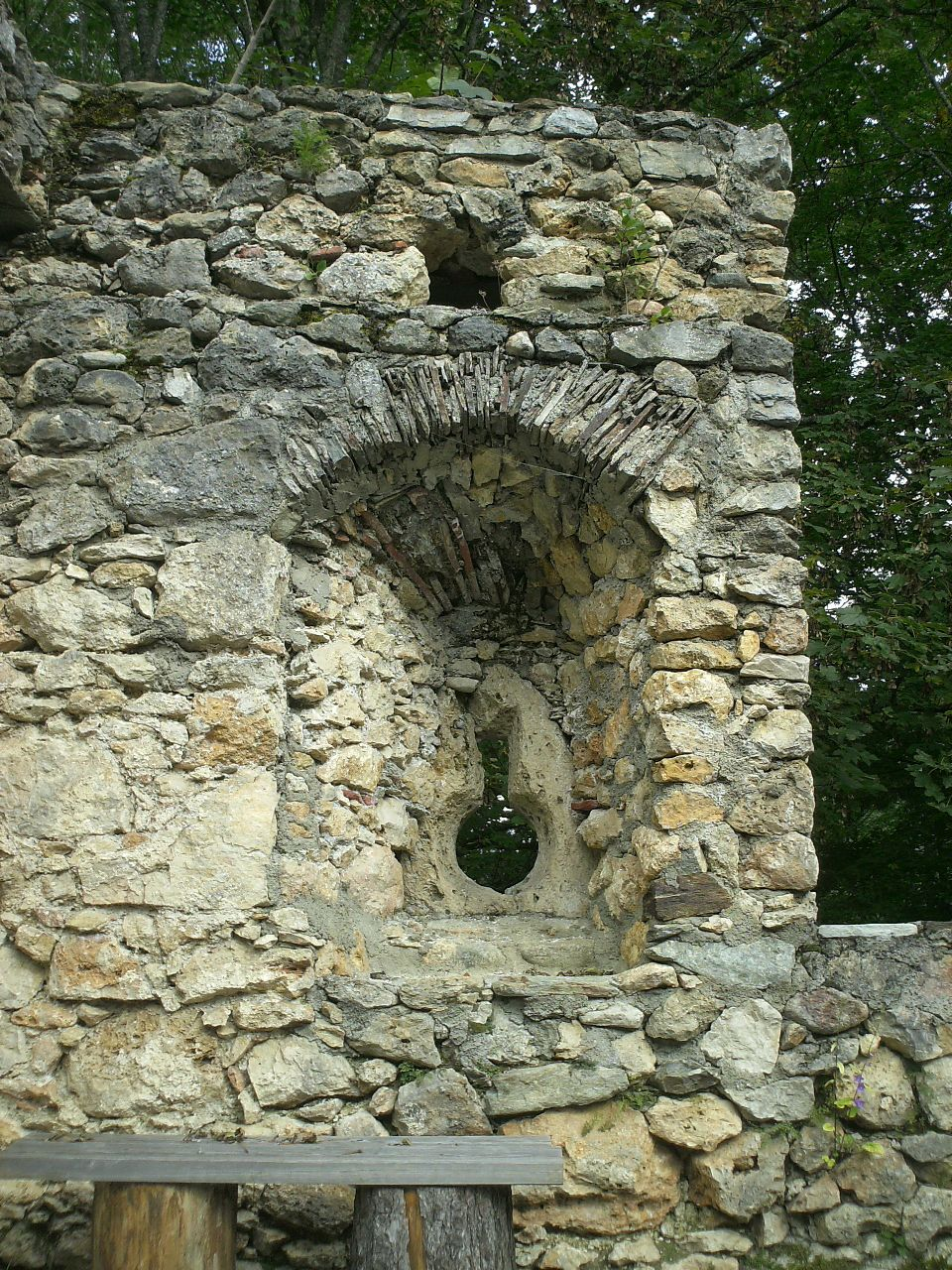
Schlüsselscharte im Obergeschoß des Haupttores

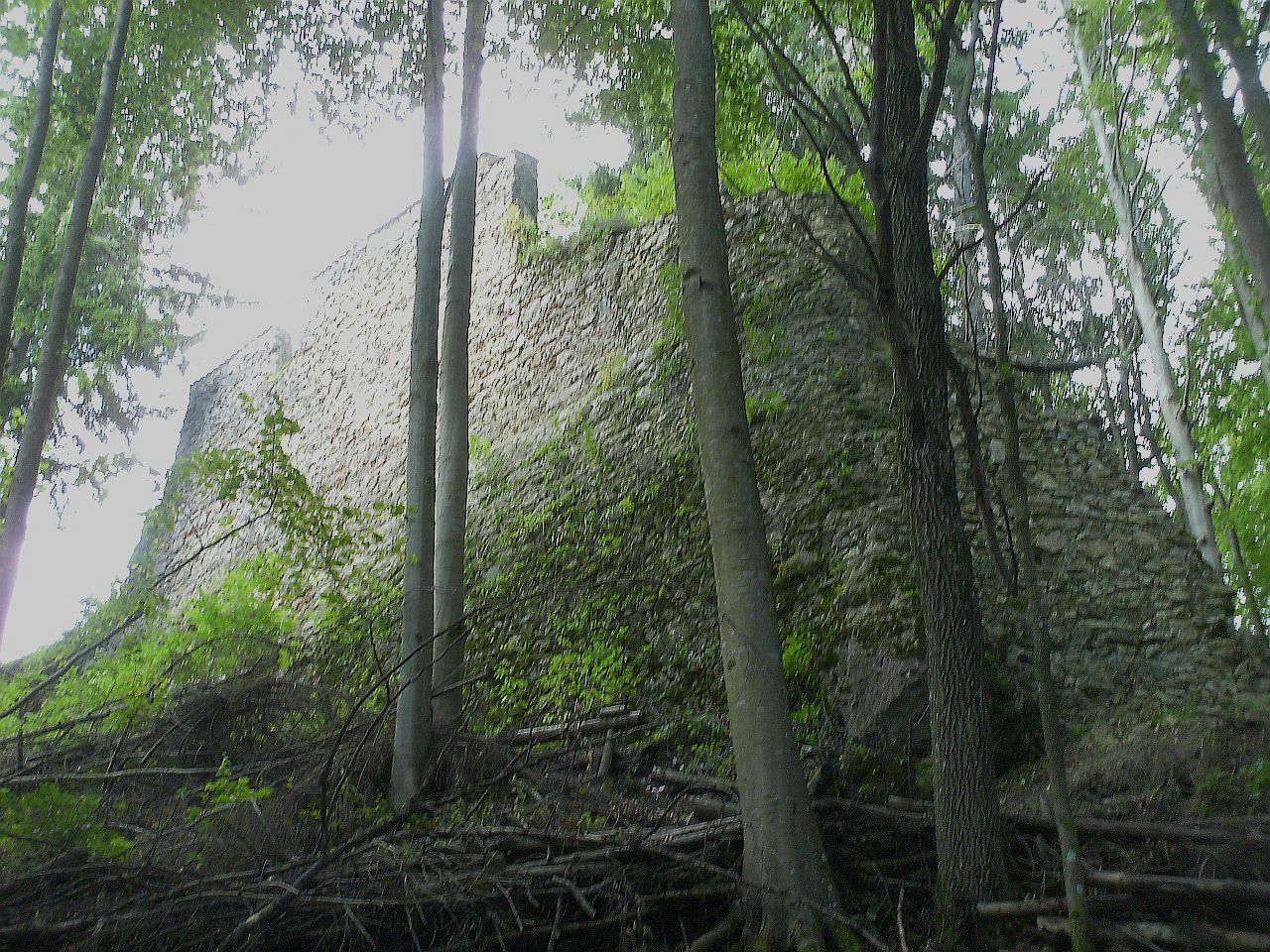
SO-Ecke der Bastei

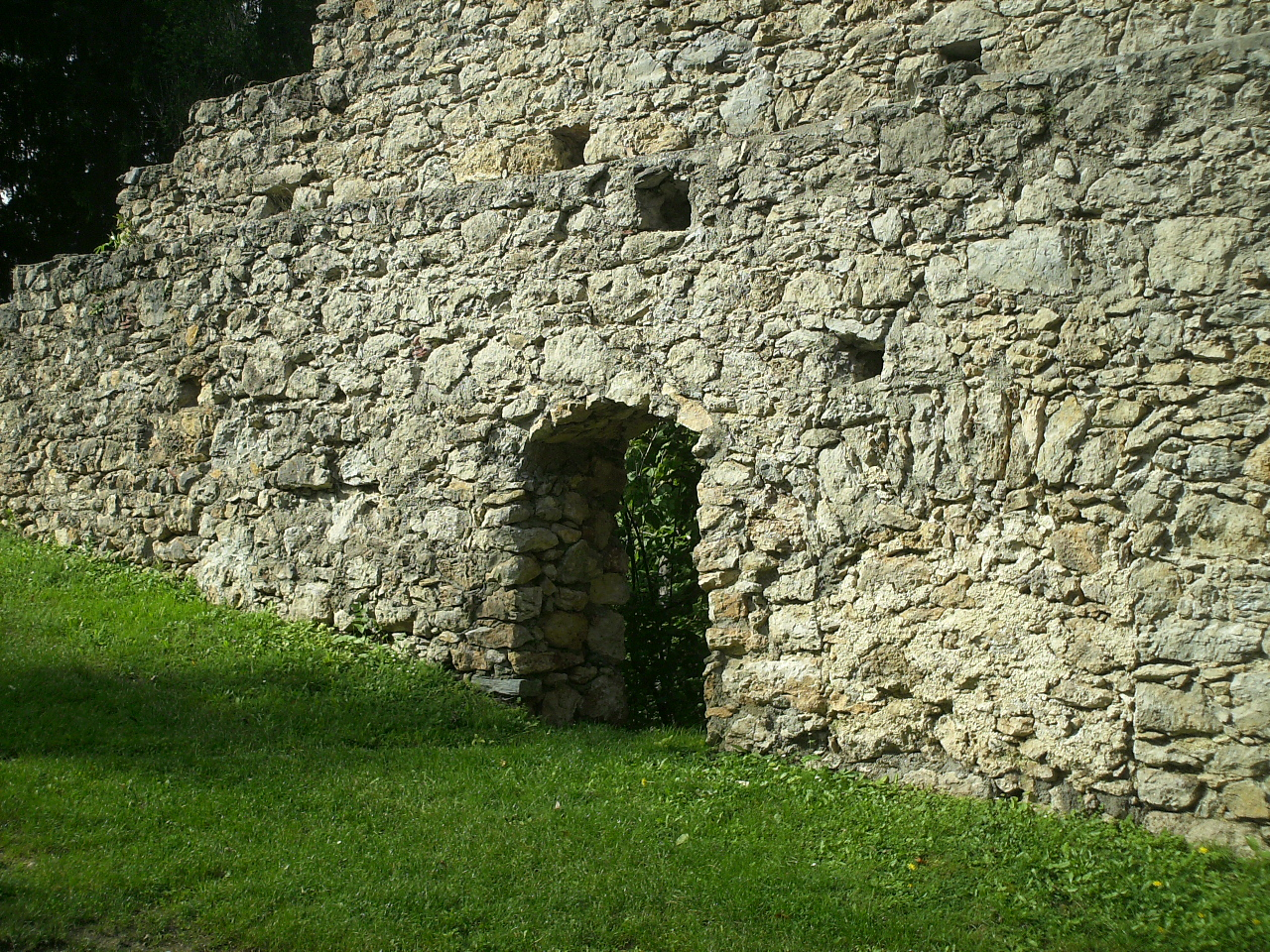
Schlupfpforte an der Nordmauer des Zwingers

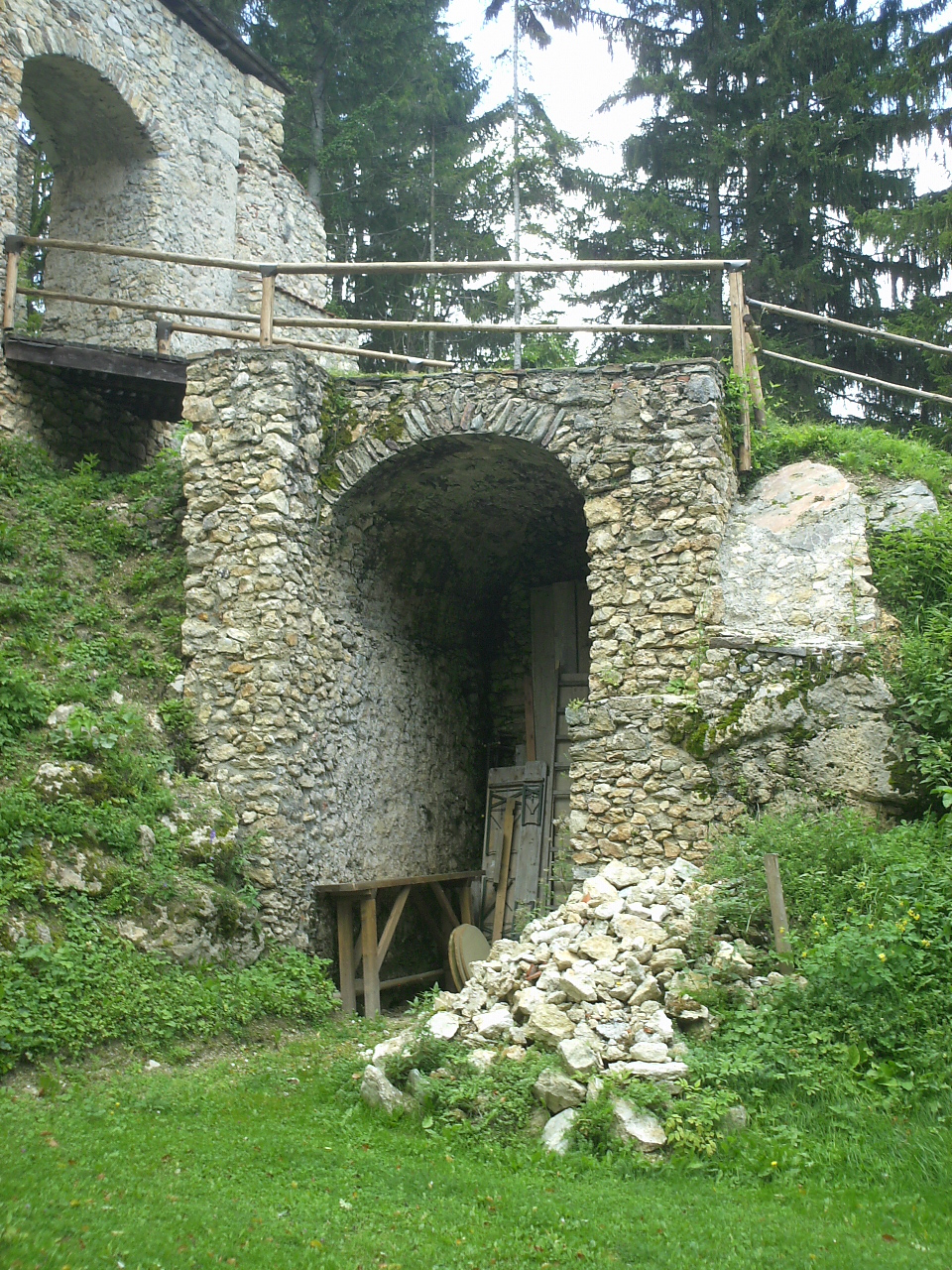
Restauriertes Rampengewölbe vor der Wehrgalerie

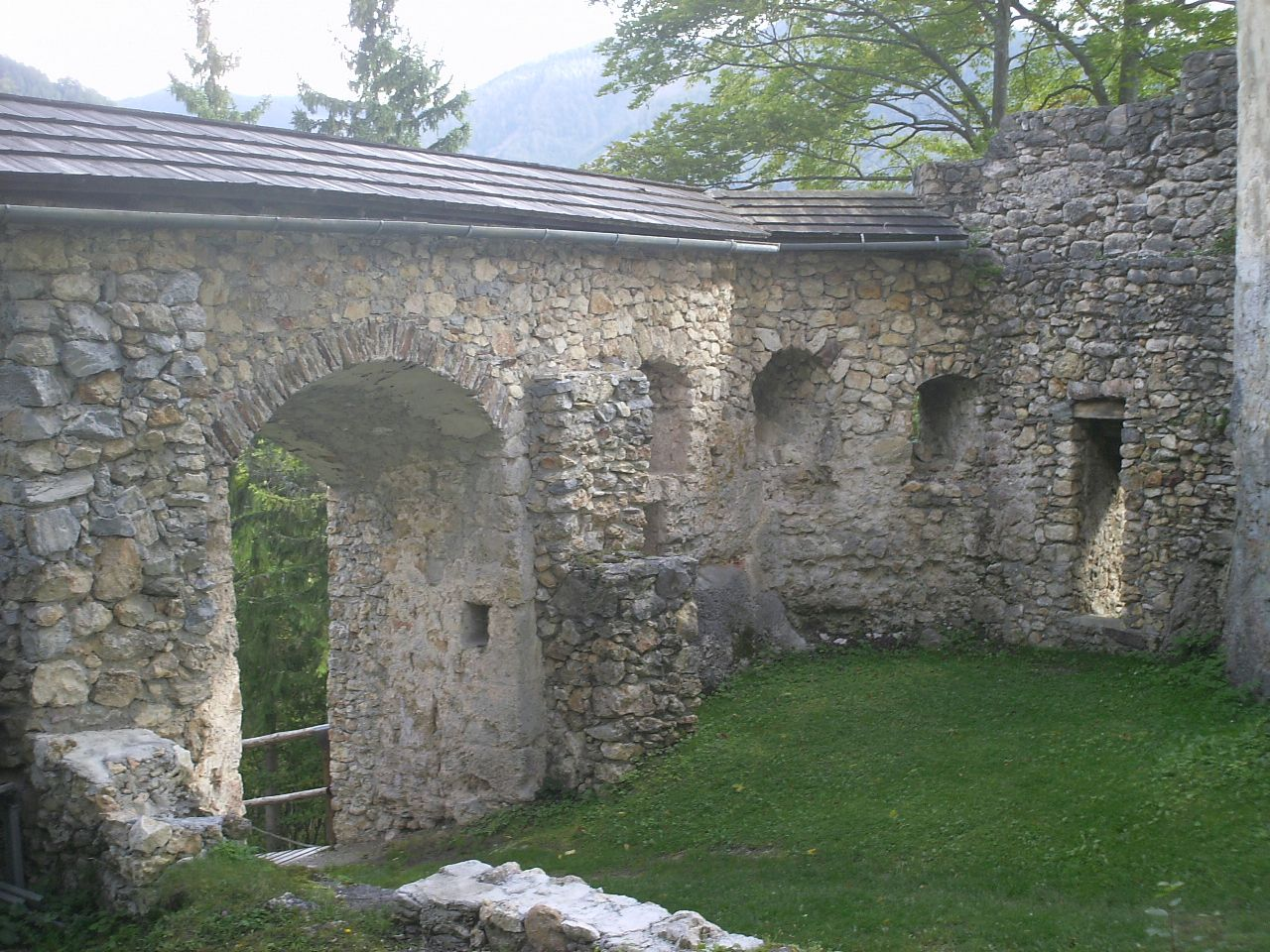
Innenansicht der Wehrgalerie und Tor 2 vor der Schildmauer des Hochschlosses, ganz rechts die südliche Schlupfpforte

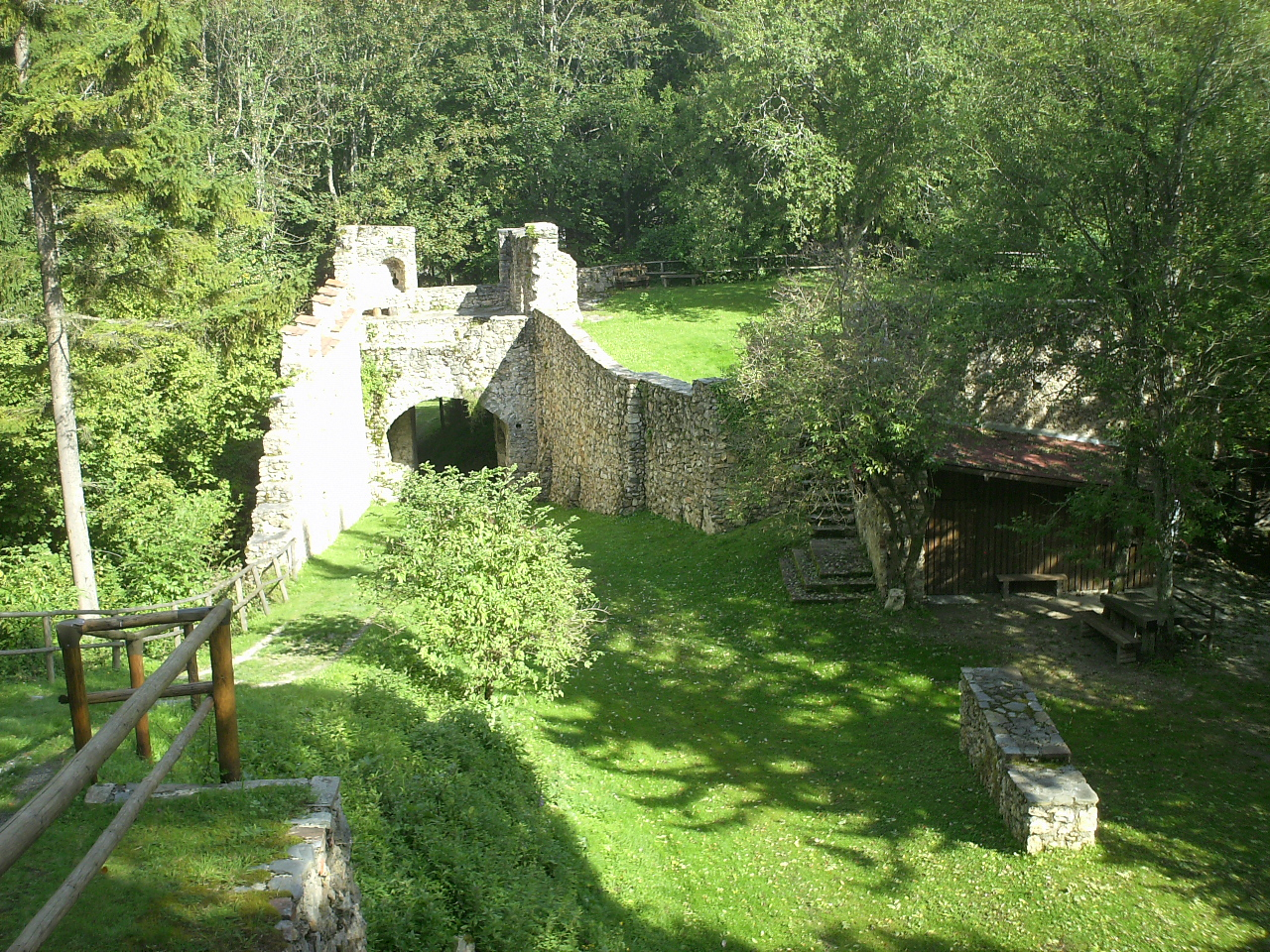
Blick vom Hochschloss auf das teilweise wiederaufgebaute Haupttor, die Bastei (rechts) und dem Zwinger

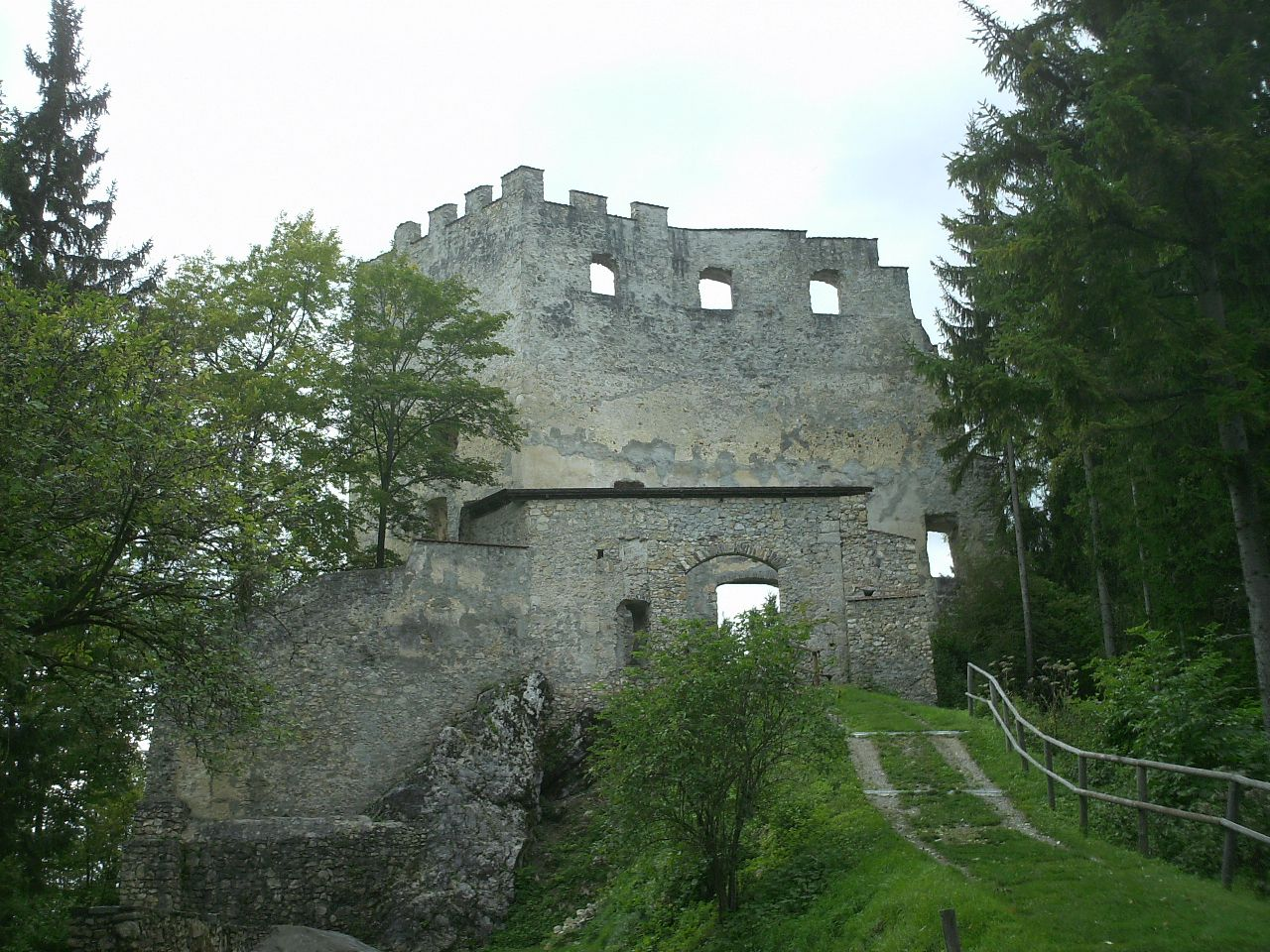
Schildmauer und Wehrgalerie des Hochschlosses, Ansicht aus Ost

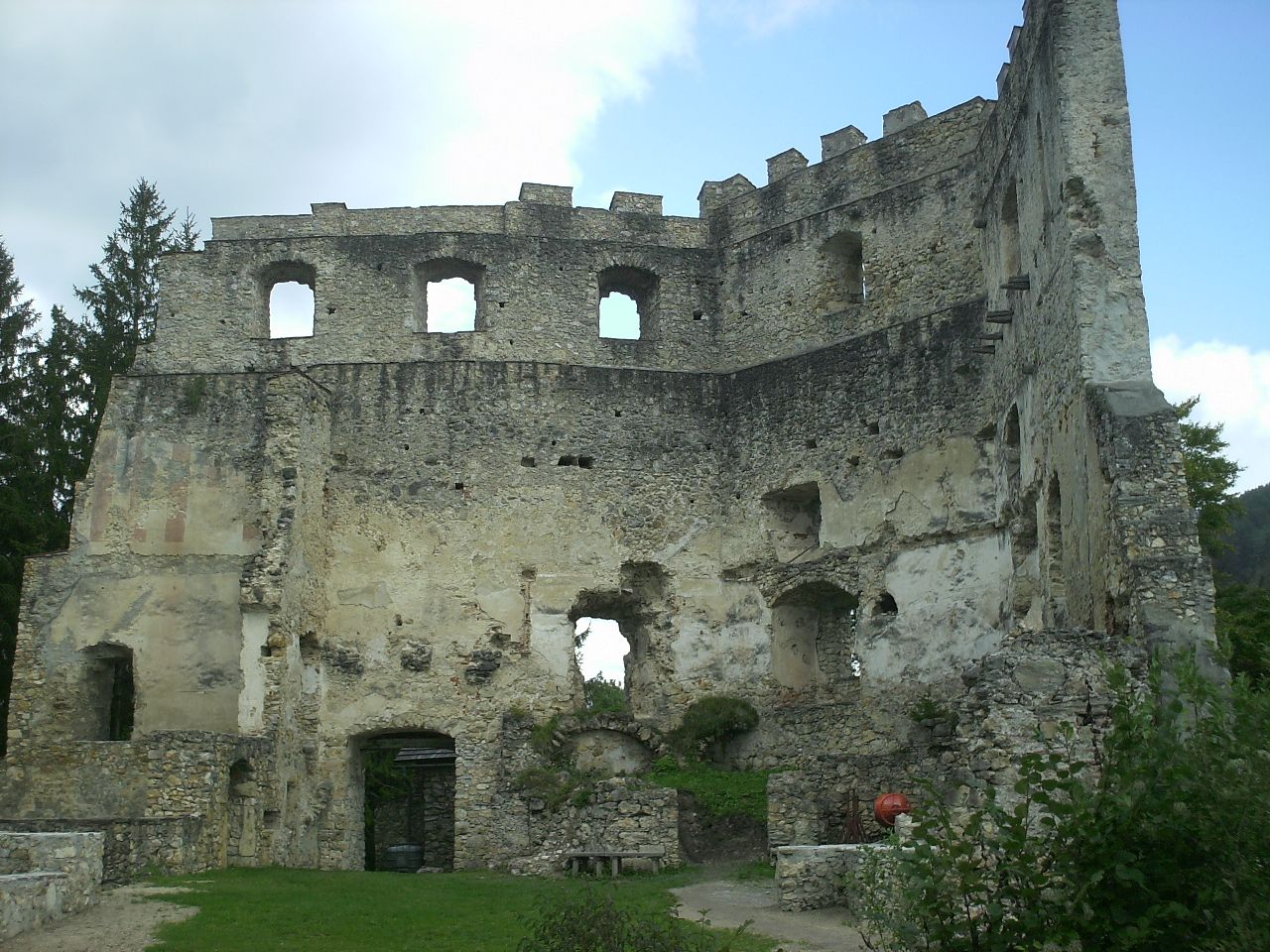
Westseite der Schildmauer, rechts sind noch Balkenstümpfe einer Zwischendecke und links Reste von Wandmalereien des Palas zu erkennen

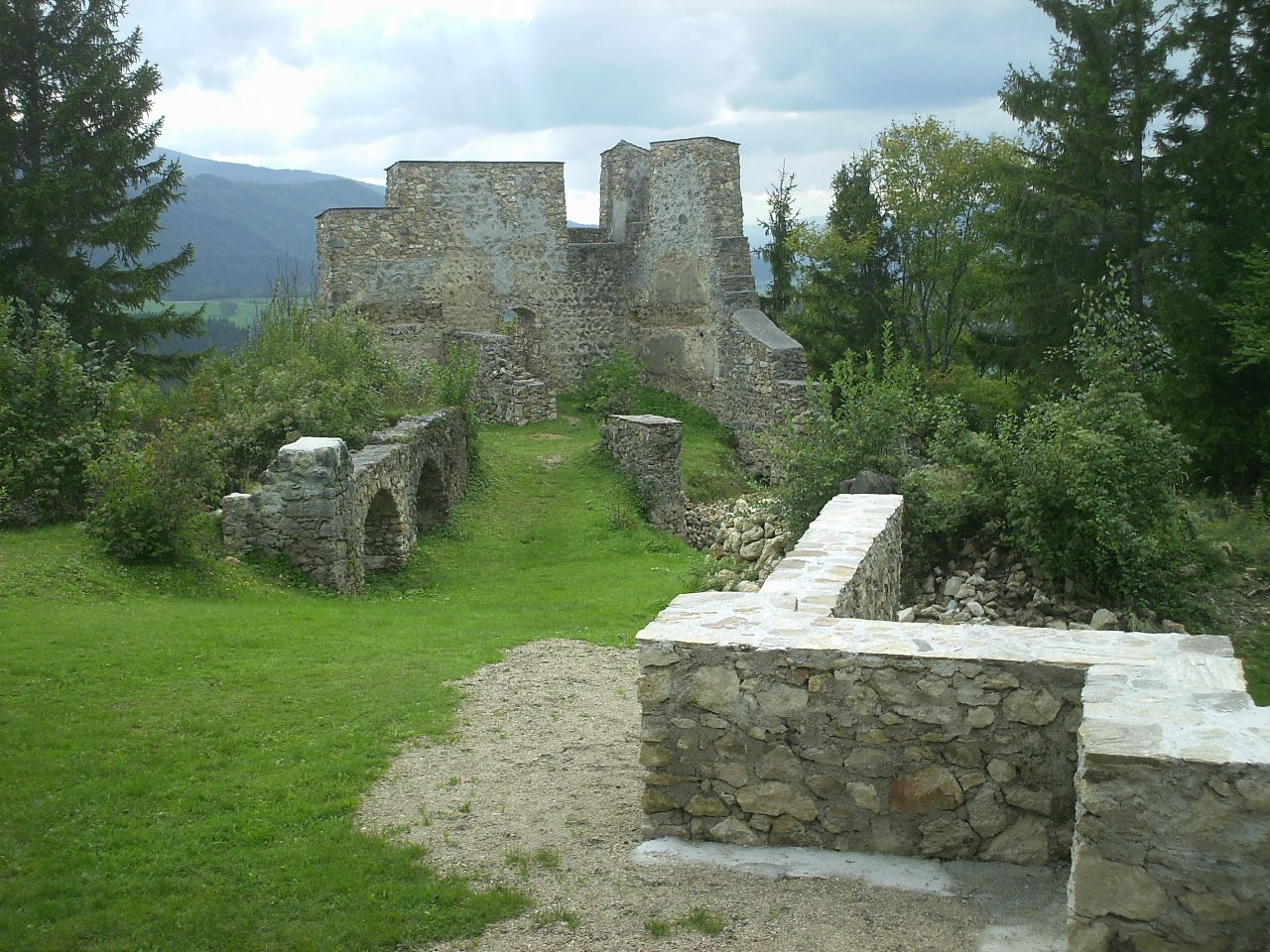
Kernwerk und Standort der Burgkapelle (Arkadenbögen links)

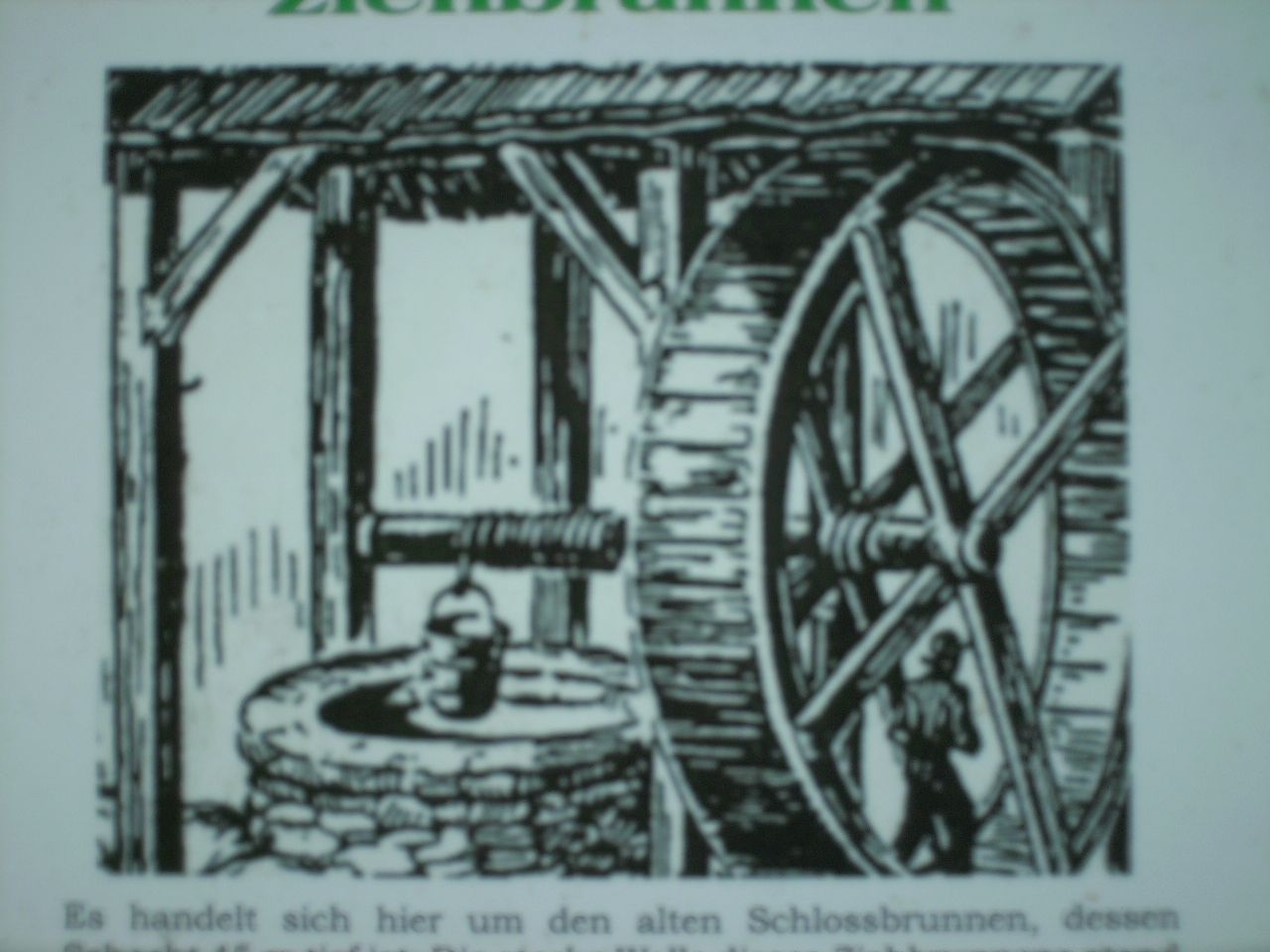
Rekonstruktionszeichnung vom Hebewerk des Ziehbrunnens

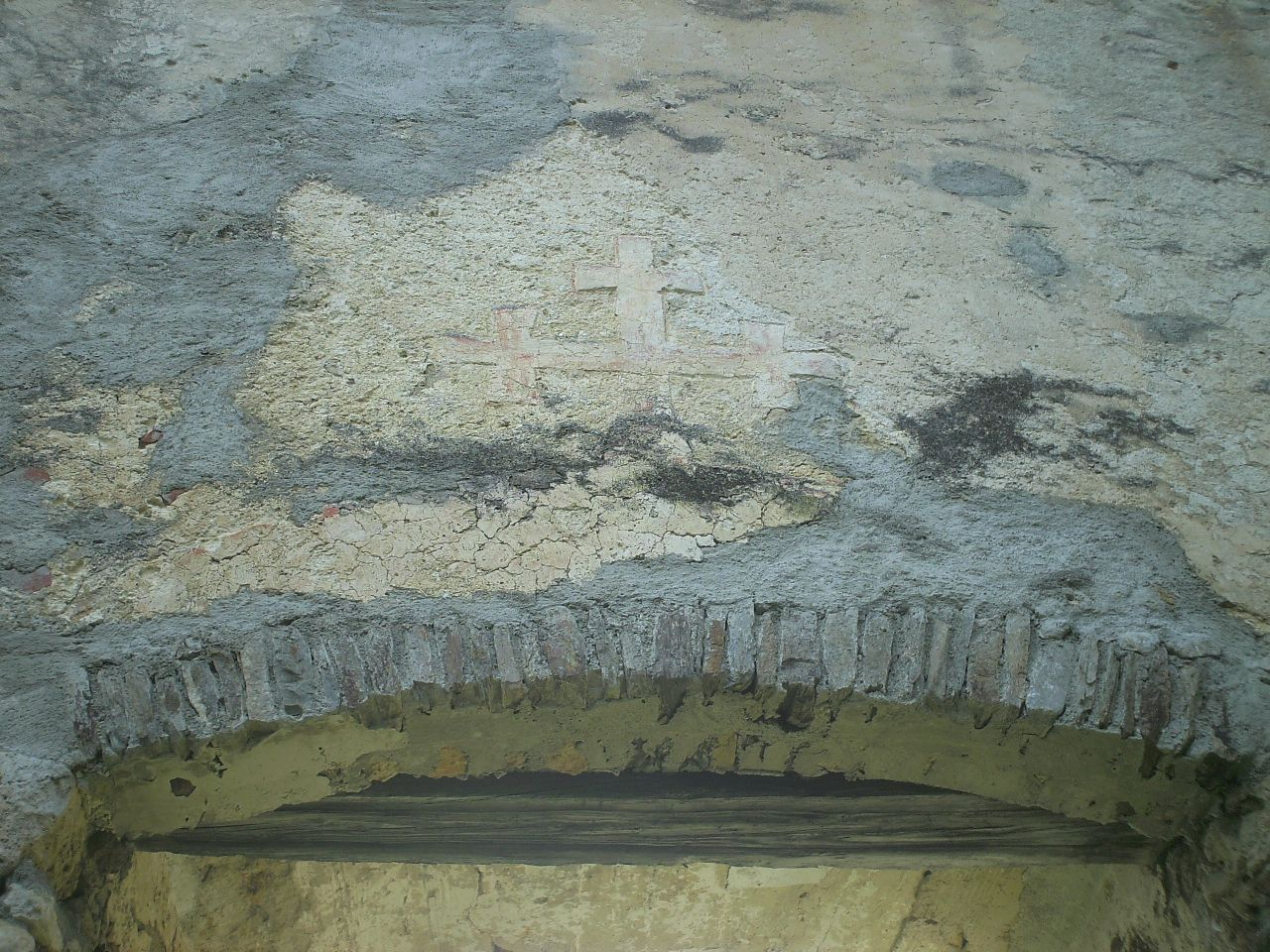
Kreuzsymbol an Tor 3

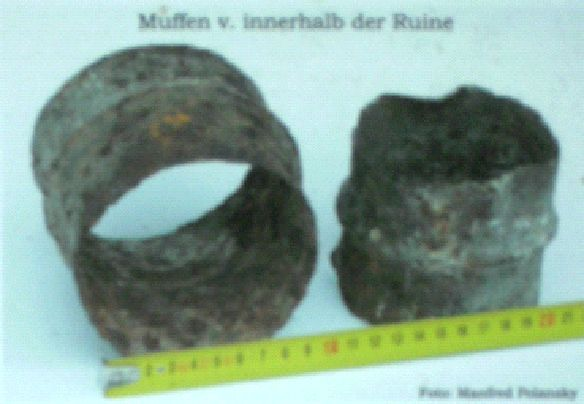
Rohrmuffen der Wasserleitung

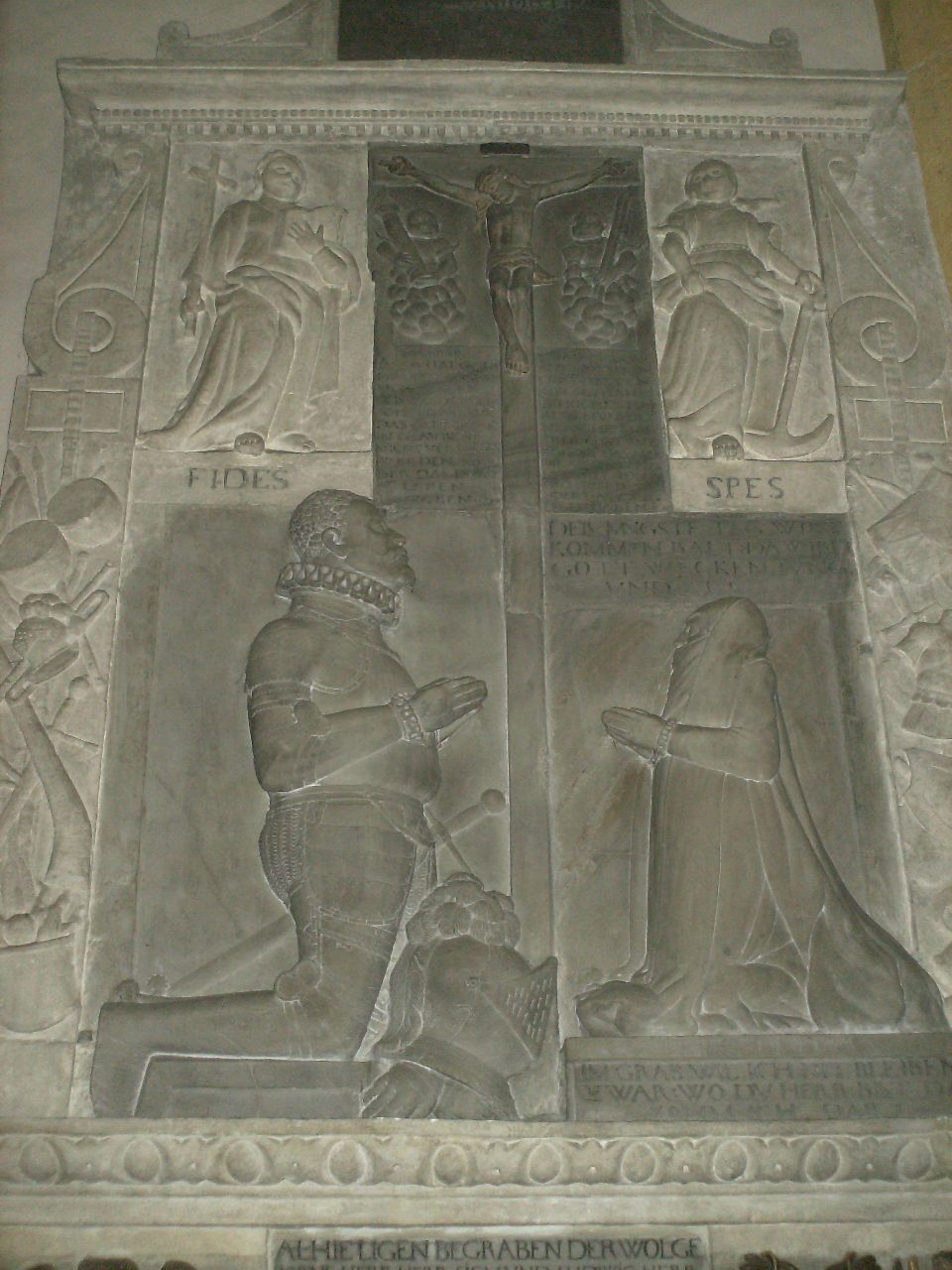
Grabplatte des Siegmund-Ludwig und der Eva von Schärfenberg (Pfarrkirche Langenwang)

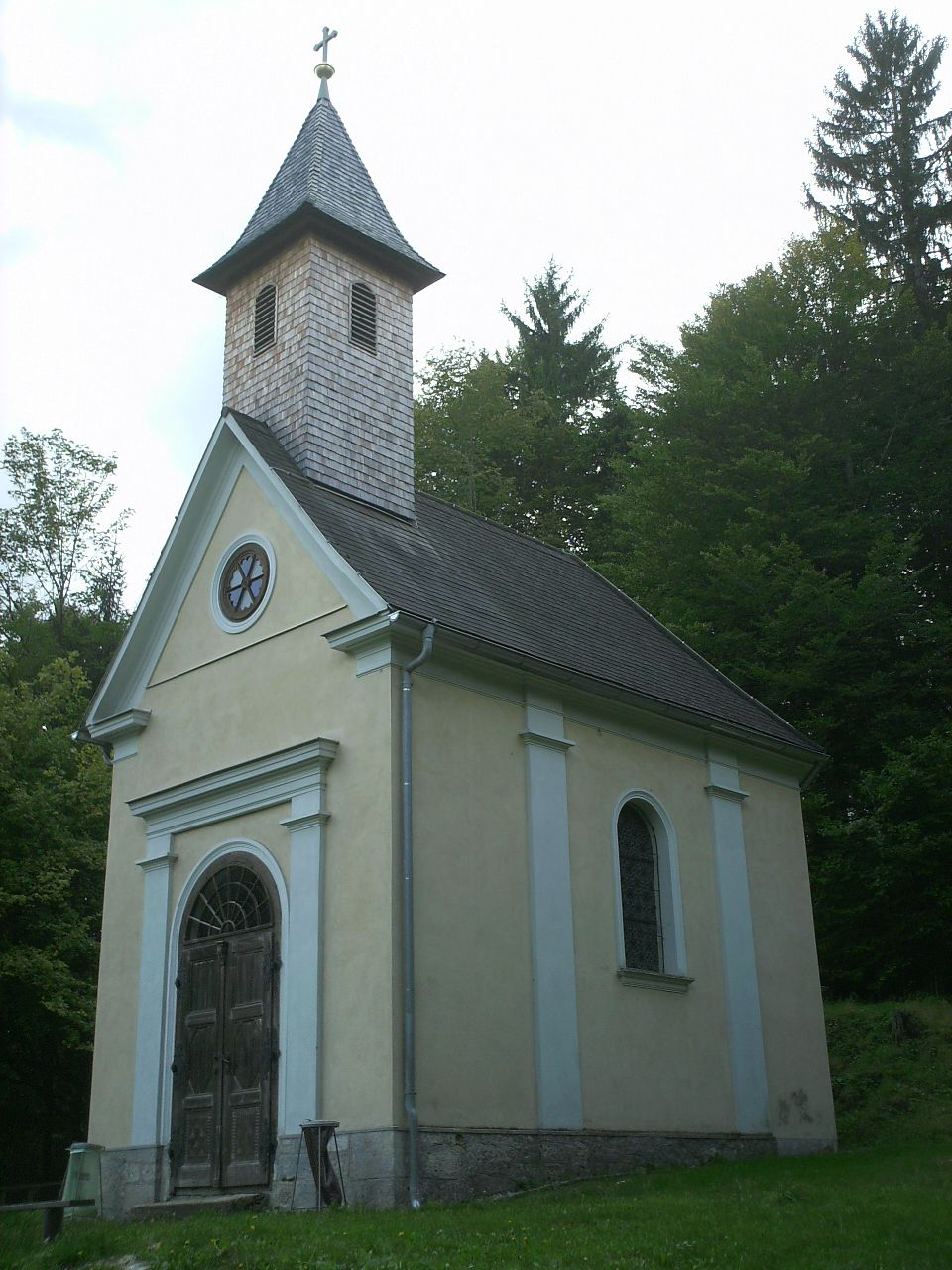
Die im 19. Jahrhundert erbaute Marienkapelle

Die Burgruine Hohenwang befindet sich auf dem Gemeindegebiet von Langenwang, im Bundesland Steiermark, Österreich.
Die Festung, die im Kern auf das 12. Jahrhundert zurückgeht, ist das Wahrzeichen von Langenwang, zählt zu den bedeutendsten mittelalterlichen Wehrbauten dieser Zeit und wegen ihrer außergewöhnlichen Länge auch zu den größten Burgen der Steiermark. Sie diente in erster Linie als regionaler Verwaltungssitz, der von Burgpflegern verwaltet wurde.
Sie besteht aus der Hochburg und zwei Vorwerken, die durch Gräben voneinander getrennt sind. Ihr massiver Verfall setzte gegen Ende des 18. Jahrhunderts ein, nachdem sie durch Steinraub und ein Erdbeben schwer beschädigt worden war. Im Zweiten Weltkrieg wurden weitere Teile der Ruine durch Bombenabwürfe zerstört.
Von der Festungsanlage sind heute noch ein Teil des westlichen Kernwerkes, die Schildmauer des Hochschlosses und das Haupttor in ihren Umfassungsmauern erhalten. Die Mauern wurden in den letzten 40 Jahren größtenteils von Mitgliedern des Burgenvereins Hohenwang gesichert und saniert.

## Lage
Die Mauerreste stehen auf einem ca. 100 Meter hohen Felssporn, ein Ausläufer des Sulzkogels in den Fischbacher Alpen, an der Südseite des Mürztales. Von hier aus kann man bis zum Wartbergkogel im Südwesten und bis Mürzzuschlag im Nordosten sehen. An den Felsberg schließt sich im Osten der Hochwald des Sulzkogels an. Im Hinterland befinden sich nordöstlich der Königs- und östlich der Kaiserkogel. Die Ruine ist auf drei Wegen erreichbar. Auf ihnen gelangt man bis zu einer Marienkapelle, hinter der sich der Zugang zur Burg befindet. Die Aussicht vom Ruinengelände ist durch den derzeit dichten Waldbestand (2025) sehr eingeschränkt.

## Funktion
Hohenwang diente als örtlicher Verwaltungsmittelpunkt, dem Schutz der Bevölkerung in Krisenzeiten, der Rechtsprechung, der Kolonisation und der damit verbundenen Verbreitung des Christentums im oberen Mürztal. Ab dem 13. Jahrhundert residierte auch ein Priester auf der Burg.
Trotz der regionalen Bedeutung war ihren Herren nur die Ausübung der niederen Gerichtsbarkeit gestattet. Delinquenten die sich Kapitalverbrechen schuldig gemacht hatten, mussten dem Kapfenberger Landgericht zur Aburteilung überstellt werden.
Auf Grund der guten Sichtverbindungen zu benachbarten Festungen wurde im 16. Jahrhundert nahe der Burg ein Tag und Nacht besetzter Kreidfeuerposten (auf der Kote 1442 oder Farrenboden) zur Warnung vor Türkeneinfällen eingerichtet und mit Kreidschussmörser und Doppelhakenbüchsen versehen.

## Entwicklung
Im 11. Jahrhundert wurde der größte Teil des oberen Mürztales noch von den Eppensteinern beherrscht. Herzog Heinrich III. von Kärnten, ebenfalls ein Eppensteiner, schenkte das Gebiet der späteren Herrschaft Hohenwang 1122 den steirischen Landesfürsten. Von den Bauern der Herrschaft Hohenwang dürften nur wenige Leibeigene gewesen sein. Die meisten waren schon früh in den Status von „halbfreien Holden“ aufgestiegen. Sie durften zwar ihre Höfe ohne Erlaubnis des Grundherren nicht verlassen, da sie diese jedoch weitgehend eigenverantwortlich bewirtschafteten, genossen sie, gemessen an den Verhältnissen der damaligen Zeit, schon ein hohes Maß an persönlicher Freiheit.
Im 12. Jahrhundert vergab Markgraf Ottokar III. weite Landstriche im Mürztal als landesfürstliches Lehen an die Stubenberger. Hohenwang ging daraufhin an einen engen Verwandten der Stubenberger, Erchinger I. von Landesere, ein Adeliger aus dem Ministerialenstand, dessen Familie ihren eigentlichen Stammsitz auf der Burg Landsee im heutigen Burgenland hatte. Deren Mitglieder nannten sich ab da auch Herren von Hohenwang. Als Inhaber des Mundschenkenamtes unter den Markgrafen von Steyr waren sie die ranghöchsten Adeligen in der Obersteiermark. Der Bau der Burg dürfte zwischen 1122 und 1160 auch von Erchinger I. von Landesehre in Auftrag gegeben worden sein.
1222 wird sie erstmals urkundlich erwähnt. Die Landesehre ließen die Festung stellvertretend von Burggrafen verwalten (sog. Burghut). Diese fügten den Namen Hohenwang meist ihren Titular hinzu. 1240 machte der Minnesänger Ulrich von Liechtenstein auf seiner Turnierfahrt hier Station und forderte Erchinger II. zum Zweikampf heraus. Angeblich ritten sie sechsmal gegeneinander an und zerbrachen dabei jedes Mal ihre Lanzen. Keinem gelang es jedoch seinen Gegner aus dem Sattel zu heben. In seinem literarischen Werk Vrowen dienst bezeichnete er die Burg als „hus ze Hohenwang“. In einer Urkunde von 1249 wird ein Priester (Vikar) namens Heinrich in Zusammenhang mit Hohenwang erwähnt. Erchinger III. wurde als erster Zeuge in jenem Vertrag angeführt, die 1282 die Belehnung der Söhne König Rudolfs I. von Habsburg mit den Herzogtümern von Österreich und Steiermark regelte. Mit dem Tod von Erchinger III. (vermutlich starb er auf Hohenwang), 1286, erlosch das Geschlecht der Landesere.
Im Zuge der Kämpfe gegen Kaiser Friedrich III. fiel König Matthias Corvinus 1477 in die Steiermark ein und die Burg war bis zum Ende des 15. Jahrhunderts von ungarischen Söldnern besetzt. Die Lage der Bauern hingegen dürfte sich im 15. Jahrhundert wesentlich verbessert haben, da Hohenwang meist von Amtsleuten verwaltet wurde die selbst aus dem Bauernstand hervorgegangen waren und sich ein gewisses Verständnis für die Bedürfnisse und Nöte der Landbevölkerung bewahrt hatten. Vielen Bauern gelang es in dieser Zeit auch sich loszukaufen und so auch das Erbrecht auf ihre Höfe zu erwerben. Die Bauern von Hohenwang dürften also mit ihrem Los überwiegend zufrieden gewesen sein, da sie sich auch während des großen Bauernaufstandes von 1525 ruhig verhalten hatten. Die Grundherren konnten sie daher bei feindlichen Einfällen schwer bewaffnen, ohne befürchten zu müssen, dass sie sich gegen sie erhoben.
1512 ging die Herrschaft Hohenwang in den Besitz der Scherffenberg (Schärffenberg) über, ein alteingessenes Adelsgeschlecht, das zu den Apostelgeschlechter gehört und angeblich schon um 928 aus Franken in die Südsteiermark eingewandert war. In den Quellen wird um 1067 ein Heinrich von Scherffenberg als Bischof von Speyer erwähnt. Die Übernahme von Hohenwang durch diese Adelsfamilie sollte sich für ihre Untertanen als Glücksfall erweisen, da erstere besonders darum bemüht waren die Bauern – auch in schweren Krisenzeiten – nicht über Gebühr durch Abgaben und Frondienste zu bedrücken. 1525 richtete ein Großbrand schwere Schäden an. Anfang Oktober 1529 brachen 3000 türkische Reiter (sog. Akinci) über den Semmering in das Mürztal ein, verwüsteten Dörfer und Bauernhöfe und machten daneben zahlreiche Gefangene, die sie in Krieglach zusammentrieben. In der Pfarrkirche von Krieglach befindet sich heute noch eine Tafel (sog. Plagentafel) mit folgender Inschrift:
„In dem 1529 Jahr ist der Türgkh hie gewösen und hat 800 und etlich Perschaunen wegkh gefiehrt. Was folgen werdt ist Gott bekanndt.“
Obwohl sie es nicht wagten, auch Burgen und befestigte Städte anzugreifen, erschien angeblich vor den Toren Hohenwangs eine Streifschar. Sie soll jedoch bald wieder abgezogen sein, da sie über keine Belagerungsartillerie verfügte. Auch der steirische Schriftsteller Peter Rosegger erwähnt 1875 die Belagerung der Burg in einem Aufsatz in der in Graz erschienenen Wochenzeitung Der Dorfbote:
„Reiter sprengen in Kreuz und Quer, sprengen gegen vereinzelte Gehöfte, sprengen gegen die Schluchten von Hohenwang hinan. Finster und trotzig steht die Burg dort auf dem Berge. Keine Fenstertafel glitzert, kein Fähnlein wallt; still und leblos ragt die Feste. Ein Häuflein Rotmäntel klettert den Berg hinan, klettert katzenhaft behendig den altersgrauen Wall empor, da bricht plötzlich das Wetter los. Steine hageln, qualmende Ströme von Pech regnet es nieder, dumpf und derb donnern die Flüche der wackeren Ritter und Knappen. Die Anstürmer purzeln, kollern in den Burggraben, oder fliehen knirschend den Berg herab. Oh, der alten Burg bleibt es nicht geschenkt. Mit den braunen, blutkrustigen Fäusten drohen sie, die schneeweißen Zähne fletschen sie der Veste empor: Dir wird nimmer der Mond voll! Und in einer der folgenden Nächte loderte die Burg Hohenwang in Flammen; das ganze weite Tal lag im roten Scheine.“
Einige Scherffenberger des 16. Jahrhunderts waren überzeugte Lutheraner, was immer wieder zu Streitigkeiten mit dem Zisterzienseräbten von Stift Neuberg führte. Zwischen 1580 und 1600 stand die Burgkapelle daher auch den protestantischen Bürgern und Bauern der Umgebung als Andachts- und Versammlungsstätte offen. Ulrich Christoph von Scherffenbergs – wieder zum katholischen Glauben konvertierter – Sohn Maximilian musste sich seiner Gattin gegenüber verpflichten, auf ewige Zeiten einen Priester zu unterhalten, der in der Burgkapelle wöchentlich vier heilige Messen zu lesen hatte. Seit 1622 bekleidete Ulrich Christoph von Scherffenberg das Amt des Landesverwesers, er war somit auch Stellvertreter des Landeshauptmannes und Vorsitzender der „Landschranne“, ein Gerichtshof, der ausschließlich für Adelige und Geistliche zuständig war. Die Steiermark blieb von den Zerstörungen und Gräueln des Dreißigjährigen Krieges zwar verschont, dennoch litten die Bewohner des Mürztales massiv unter den zahlreichen Truppeneinquartierungen. 1633 war Mürzzuschlag Sammel- und Musterungsplatz für neue Rekruten und die umliegenden Grundherrschaften – darunter Hohenwang – mussten für die Fourage der Soldaten aufkommen. Anlässlich des Türkenkrieges von 1683 lag die Hauptlast der Verteidigungsanstrengungen in dieser Region auf Neuberg und Hohenwang. So wurden allein von diesen beiden Herrschaften 300 Bewaffnete unter dem Kommando des Freiherren Johann Cassinedi zur Bemannung der Verschanzungen am Semmeringpass aufgeboten. Die Burg selbst, in der auch Nonnen aus Kirchberg am Wechsel Zuflucht gefunden hatten, war aber zu keiner Zeit ernsthaft bedroht. Ab der zweiten Hälfte des 17. Jahrhunderts hielten sich die Scherffenberger nur noch selten in der Burg auf.
Am 18. Mai 1700 geriet das Obergeschoß des Kapellenturms nach einem Blitzschlag in Brand. Das Feuer konnte aber durch die Burgbewohner, von Leuten vom Meierhof und aus dem Dorf rasch wieder gelöscht werden. Die Wiederherstellungskosten (750 Gulden) wurden zum Teil von der Landschaft übernommen. Da die Festung ab 1706 nur mehr von Dienstleuten bewohnt war, vernachlässigte man trotzdem zunehmend ihre Erhaltung. Schließlich trug man – um der Entrichtung der sogenannten Dachsteuer zu entgehen – noch die Bedachung ab und verkaufte Balken und Ziegel. Beim Erdbeben von 1770 wurde die Mauersubstanz der Burg erneut stark beschädigt. Der Herrschaftssitz wurde zehn Jahre später auch offiziell ins Tal verlegt, wo mittlerweile neben dem Krottenhof ab 1772 das wesentlich komfortablere Schloss Neu-Hohenwang erbaut worden war. Das Steinmaterial dafür wurde größtenteils aus der Burg entnommen, wodurch „…leider manche Merkwürdigkeit des Altertums zerstört wurde…“ und damit ihr endgültiger Verfall besiegelt wurde. Um Verwechslungen zu vermeiden, wurde die Ruine ab da als Alt-Hohenwang bezeichnet. Ihr letzter bekannter Bewohner soll ein Einsiedler (Anachoret) gewesen sein, dessen Aufgabe es war durch Läuten der Glocke im Kapellenturm die Bevölkerung vor nahenden Unwettern zu warnen. Ironischerweise soll er dabei 1774 vom Blitz getroffen und getötet worden sein.
Im Zuge eines Angriffs auf die Eisenbahnbrücke beim Schloss Feistritz (Krieglach), am 1. April 1945, zerstörte die Explosion einer Fliegerbombe der United States Air Force einen großen Abschnitt der südlichen Ringmauer der dabei auch die letzten Reste der Burgkapelle zum Opfer fielen. Vermutlich hatten die Piloten die Ruine mit dem Schloss Neu-Hohenwang verwechselt in dem zu dieser Zeit eine Einheit der Waffen-SS einquartiert war.
1961 wurde in Langenwang der Burgverein Hohenwang (damals unter der Leitung von Gerhard Wresounig) gegründet, dessen Mitglieder seither vorbildlich für eine gründliche und fachkundige Sanierung bzw. Konservierung der noch vorhandenen Mauersubstanz sorgen. 1963 wurde als Erstmaßnahme Tor 1 saniert und der Schutt an der Nordmauer beseitigt. Danach der Weg von Tor 3 bis zur Burgkapelle wieder gangbar gemacht. Später wurde Tor 2 überdacht und den Bereich zwischen Tor 2 und 3 ausgeräumt um den Zugang zum Hochschloss zu sichern. 1969 sanierte man auch umfassend die Schildmauer des Hochschlosses. Einzelne Mauerzüge wurden seitdem tw. wieder aufgebaut und das Areal der Burg Schritt für Schritt in eine parkähnliche Landschaft umgestaltet.

## Burg
Es handelt sich um eine langgestreckte Höhenburg mit Hochburg, einer tiefer gelegenen Vorburg mit Torbauten und einer Ringmauer. Sie ist von Südwesten nach Nordosten ausgerichtet und erstreckt sich über eine Gesamtlänge von 90 Metern. Ein Bergfried war nicht vorhanden. Vom 13. bis zum 17. Jahrhundert wurde das romanische Kernwerk nach Osten um den Palas, eine Wehrgalerie, einem Zwinger, eine Bastion und einem Torbau mit Vorwerk erweitert. In einem im 15. Jahrhundert verfassten Urbar findet sich eine etwas detailreichere Beschreibung des Innenbereichs der Burg, in der von der Kapelle, einer Gesindestube, einigen Zimmern, einem großen Saal, vier Kellern, vier Getreidekästen, einer Badstube, einer Küche und überwölbten Ställen für insgesamt zwölf Pferde die Rede ist. Die drei gut gesicherten Tore, davon zwei mit einer Schlupfpforte versehen, das Vorwerk am Graben und schließlich der nach Süden, Westen und Norden sehr steil abfallende Felsen machten eine Erstürmung der Feste zu einem schwierigen Unterfangen. Neben dem Stich von Georg Matthäus Vischer ist die Burg auch auf einem Verkündigungsbild dargestellt, das Ulrich Christoph von Scherffenberg im Jahr 1631 in Auftrag gegeben hatte.

### Halsgraben
Die Ostseite des Burgfelsens wurde durch einen bis zu 25 m breiten Halsgraben gesichert, der ursprünglich nur über zwei Zugbrücken passiert werden konnte. An dieser Stelle überwand früher eine Steinbogenbrücke, heute ein gemauerter Straßendamm den Graben.

### Vorwerk
Auf Georg Matthäus Vischers recht detailreicher – und wohl auch größtenteils dem damaligen Bauzustand entsprechenden Abbildung – ist zu sehen, dass sich im oder noch vor dem Halsgraben ein Vorwerk mit zinnengekrönten Torbau, der nordseitig auf zwei Stützbögen ruhte und daran anschließend sich eine von Nord nach Süd erstreckenden Mauer mit Wehrgang und Schießscharten erhob. Das Tor war nur über eine Zugbrücke zu passieren. Hier befand sich laut dem Urbar des 15. Jahrhunderts auch eine Schmiedewerkstätte. Von diesem Wehrbau ist heute nichts mehr zu sehen.

### Haupttor
Das Haupttor (Tor 1) stammt aus dem 16. und 17. Jahrhundert, ist der bauhistorisch jüngste Teil des heute noch vorhandenen Mauerbestandes und dank seiner massiven Bauweise noch sehr gut erhalten. Neben der Durchfahrt befindet sich in der Torkammer noch ein sog. Mannloch. Im Obergeschoß befanden sich einst zwei Schießscharten, sog. Schlüsselscharten, von denen heute nur mehr eine vorhanden ist. Auf der Darstellung Georg Matthäus Vischers von 1681 und auf dem Verkündigungsbild in der Pfarrkirche von Langenwang ist erkennbar, dass der – heute nicht mehr vorhandene – Torturm einen zwiebelförmigen Helm trug. Die Torkammer wurde in den vergangenen Jahren vom Burgverein Hohenwang teilweise wieder aufgebaut. Seine Durchfahrt führt direkt in den dahinterliegenden, langgestreckten Zwinger der Vorburg.

### Vorburg und Bastei
Die ca. 60 Meter lange Vorburg wurde im 17. Jahrhundert fertiggestellt. An ihrer Südseite befand sich eine – zum Teil auf aufgeschüttetem Grund errichtete – in ihrer Form unregelmäßige Bastei (auch als Hochgarten bezeichnet) mit abgerundeter Südostecke. Ihre Mauer reichte bis zum Oberstock des Haupttores. Von hier aus konnte man den Torturm betreten. Dahinter (westlich) stand ein Stallgebäude von dem nur noch wenige Reste zu sehen sind.
An der rechten Seite der Vorburg führt eine einst teilweise überdachte Rampe zum Hochschloss hinauf. Sie ruhte ursprünglich auf vier, zur Burgseite hin offenen Mauerbögen. Von ihnen ist heute nur noch der westlichste erhalten.

### Wehrgalerie
Der Zugang zur Wohnburg wurde noch zusätzlich durch eine, der Schildmauer vorgelagerten, zweifach abgewinkelte Wehrgalerie gesichert. Von ihren Mauern hat sich nur die Südostseite erhalten. Sie ist durch drei, in tiefen Nischen sitzenden Schießscharten durchbrochen. In der südlichen Ecke führt eine Schlupfpforte nach außen. Das flachbogige Tor 2 ist der Zugang zur Wehrgalerie, sie war ursprünglich überdacht und ebenfalls nur über eine Zugbrücke zu erreichen. Diese überspannte eine 4 m breite und etwa 7 m tiefe Felsspalte, wurde jedoch später durch eine feste Holzbrücke ersetzt. Die Schlitze der Wippbäume wurden mit Ziegeln zugemauert. Es ist ebenfalls mit einem Mannloch ausgestattet.

### Wohnburg/Palas
Tor 3 ist der Zugang zum Hochschloss bzw. dem Palas. In der Südmauer ist noch ein Rest vom Dachgebälk und ein Torbalkenloch sichtbar. 1998 wurde bei Restaurierungsarbeiten oberhalb seiner Durchfahrt ein dreiteiliges, ursprünglich mit roter Farbe bemaltes Kreuz freigelegt, das wohl die Heilige Dreifaltigkeit symbolisieren soll.
In der Wohnburg waren die Herrschaftsquartiere untergebracht. Sie umschloss einen ca. 65 m langen Hof. Die oberen Stockwerke des Palas hatten vermutlich bis zu zehn Zimmer. Nur die über 20 m hohe und 2 m starke, mit rechteckigen Zinnen gekrönte Schildmauer ist fast unversehrt erhalten. Bei Belagerungen sollte sie diesen Bereich der Festung vor den Geschoßen der Steinschleudermaschinen schützen. Ihr Mauerwerk besteht aus einer Steinverblendung und einen Bruchsteinkern der in horizontalen Lagen verlegt und teilweise vermörtelt ist. Knapp unterhalb der Zinnen befinden sich drei große Fensteröffnungen. Sie war die östliche Außenmauer des Palas, der sich ca. 34 m entlang der nördlichen Ringmauer erstreckte. An ihrer Westseite kann man noch drei ockerfarbene Streifen auf weißen Grund, die Reste eines Wandanstriches von Haus 1, erkennen. Am wiederaufgebauten Zugang zu Haus 1 (Südmauer) blieb ein kleines viereckiges Fenster erhalten. Bedeckt wurde der Palas wohl von einem hofseitig abfallenden Pultdach.

### Hauptburg
Die relativ schmale, ca. 70 m lange Hauptburg im Westen stammt größtenteils noch aus dem 12. Jahrhundert und ist der älteste Teil der Festungsanlage (Kernwerk). Sie ist heute stark zerstört und die ursprüngliche Einteilung ihrer Innenräume daher nicht mehr erkennbar. Das Wohngebäude (Haus 2) war direkt an die Ringmauer angebaut und im Norden mit dem Palas durch eine zinnenbewehrte Mauer mit Laufgang verbunden. Zwei seiner Pfeiler sind heute noch zu sehen. In der Nordwestecke sind noch die Konturen von zwei nachträglich überbauten Zinnen zu erkennen. An der Außenseite der Westmauer haben sich zwei Kragsteine eines Balkons erhalten.

### Burgkapelle
Schon beim Bau der Burg im 12. Jahrhundert wurde im Süden der Hauptburg eine Kapelle im romanischen Stil eingerichtet. Das Gotteshaus war der Maria Heimsuchung geweiht. Es entwickelte sich bald zu einer beliebten Wallfahrtsstätte und wurde deswegen mehrmals umgebaut bzw. erweitert. Als 1950 ein Teil der südlichen Ringmauer einstürzte, wurde der polygonale Chor mit 5/8-Schluss und Doppel-Blattkapitel wieder freigelegt. Auch zwei sorgfältig gearbeitete romanische Rundbogenfenster waren noch erhalten. Die Kapelle verfügte auch über einen Glockenturm. Dieser wurde im Jahr 1700 durch einen – von einem Blitzschlag ausgelösten – Brand weitgehend zerstört. Sein oberer Teil wurde danach nicht mehr aufgebaut. 1776 musste die Kapelle – gemeinsam mit einem bereits einsturzgefährdeten Flügel des Hochschlosses – abgerissen werden. Das aus spätgotischer Zeit stammende Gnadenbild wurde vorher entfernt und – gemeinsam mit dem gotischen Flügelaltar (1509) – 1859 in der vor der Burg neu errichteten Marienkapelle untergebracht. Der Altar wurde später in die Pfarrkirche von Langenwang überführt. Im Burghof ist noch ein romanischer Deckstein zu sehen. Von der Burgkapelle blieb ansonsten nur noch eine Doppelkonsole an der Südostmauer erhalten. Ihre Ruine konnte noch nicht freigelegt werden. Im Bereich der Kapelle (Arkaden) befindet sich ein Einstieg zu einem unterirdischen Gang, der in einem Keller am Sprengzaun geendet haben soll. Ein Rest des Ganggewölbes wurde im 20. Jahrhundert bei Bauarbeiten am Anwesen Pöllerbauer freigelegt, wegen Einsturzgefahr aber wieder zugeschüttet.

### Wasserversorgung
Die Burg konnte über einen Ziehbrunnen, eine Zisterne und eine Rohrleitung mit Frischwasser versorgt werden.
Wann der Ziehbrunnen geschlagen wurde, ist unbekannt. Er befindet sich nordöstlich der Marienkapelle in einem Holzbau. Über seinen 45 m tiefen Schacht stand ein hölzernes Hebewerk dessen Triebrad einen Durchmesser von 4 m und einen 100 cm breiten Radkranz hatte. Innerhalb des Radkranzes konnte ein erwachsener Mann aufrecht stehen und mit seiner Muskelkraft das Rad antreiben. Pro Hub, d.s. 34 Umdrehungen (Dauer ca. 10 Min.), konnten ca. 100 l Wasser gefördert werden. Der Brunnen wird heute noch zur Wasserversorgung genutzt.
Im Urbar des 15. Jahrhunderts wird auch eine Zisterne erwähnt. Vermutlich reichte ihr Fassungsvermögen aber nicht aus, oder ihr Wasser hatte eine zu schlechte Qualität, worauf man sich zum Bau einer Wasserleitung entschloss.
Die ca. 4–5 km lange Holzrohrleitung (oder Rohrbrunnen) wurde vermutlich um 1630 angelegt und fasste eine Quelle beim Brunnsteig/Wetterkreuz („Nasbauer“). Hier fanden Waldarbeiter in den 1960er Jahren eiserne Steckmuffen die für die Verbindung der Rohre verwendet wurden. 1994 tauchten auch innerhalb der Ruine einige Exemplare auf. Ende der 1980er Jahre entdeckte man beim Bau einer Forststraße am Brunnensteig auch Reste der Holzrohre.

### Turnierplatz
Westlich des Burgberges liegt eine weitgehend ebene Wiese, „Der Platz am Sprengzaun“ (von über den Zaun springen), der als Turnier- und Festplatz diente. Zur Reitausbildung der Burgbesatzung diente ein Platz am Siglreit bzw. Timmerteich.

## Besitzverhältnisse und Verwaltung
Das Territorium des Eppensteinerschen Besitzes bzw. der Herrschaft Hohenwang reichte im Norden bis an die Linie Veitschbach-Neuberg-Kapellen, im Süden bis zur Mürz, im Westen bis Malleisten-Masingbach-Hocheck und im Osten bis Mürzzuschlag. Im Lauf der Jahrhunderte wechselten sich mehrere Adelsgeschlechter als Burgherren ab. Den Landesere folgten die Stadecker, Fladnitzer und die Montfort. Am längsten beherrschten die äußerst geschäftstüchtigen Scherffenberger Hohenwang. Ihnen gelang es im 17. Jahrhundert, vor allem durch Rückkauf der Stadecker Besitzungen, wieder ein weitgehend geschlossenes Herrschaftsgebiet herzustellen. Das ursprüngliche Eppensteiner Erbe bestand im Großen und Ganzen bis 1848 in den Herrschaften Neuberg, Spital und Hohenwang fort.
| Zeitstellung | Bemerkung |
| ------------ | --- |
| 12. Jh.      | 1160 beschenkte Markgraf Ottokar III. das neugegründete Hospital am Semmering mit drei Hufen Land und einem Bauernhof in Pichlwang aus dem Besitz der Eppensteiner, ohne sie dafür zu entschädigen. Dadurch kam es später zu jahrelangen Streitigkeiten der Herren von Hohenwang mit den Mönchen des Hospitals die erst 1286 endeten. Für das Jahr 1171 ist ein gewisser Gewolf als Verwalter von Hohenwang bekannt. |
| 13. Jh.      | Für 1222 wird ein Herwicus de Hohenwanck als Burgpfleger genannt. Nach 1286 galt Hohenwang als heimgefallenes Lehen und ging wieder an den Landesfürsten zurück. Herzog Albrecht II. von Österreich vergab die Herrschaft daraufhin an die Brüder Hartnid II. und Liutold II. von Stadeck, da sie treue Anhänger des Herzogs und auch die Vettern des letzten Landesere gewesen waren. |
| 14. Jh.      | Aufgrund der Dotierung des 1328 gegründeten Zisterzienserstiftes Neuberg wurde der Herrschaftsbereich Hohenwangs um fast 3/4 verkleinert. Außerdem verlor Hohenwang alle Zinse und Einkünfte für diese Gebiete. Der Rest wurde weiter von den Burggrafen auf Hohenwang verwaltet. Einer dieser, vom Landesfürsten bestellter Burggraf war Ulrich der Schenk von Hohenwang, der um 1332 sein Amt ausübte, für 1344 ist ein Gundakar von Polnhaim als Verwalter belegt. 1354 wurde Hohenwang durch Herzog Albrecht III. an Ulrich II. von Graben als Pfand für ein Darlehen von 500 Wiener Pfund vergeben. Nach seinem Tod im Jahre 1361 wurde die Burg wieder einem landesfürstlichen Burggrafen überantwortet. 1398 starb das Geschlecht der Stadecker mit dem Tod des Hans von Stadeck im Mannesstamm aus und Hohenwang ging an Herzog Ernst den Eisernen über. Am Ende des 14. Jahrhunderts hatte der dem Ritterstand angehörige Rudolf der Schenk von Wolfsberg das Burggrafenamt inne. Zur Jahrhundertwende war der einstmals geschlossene Besitz der Herrschaft Hohenwang schon erheblich zersplittert, in: - Güter in Alleinbesitz des Grafen von Montfort, - Güter, deren Untertanen ihre Abgaben zur Hälfte an den Landesfürsten und an den Grafen abzuliefern hatten und - Güter, deren Erträge sich der Graf mit dem Stift Neuberg teilen musste. |
| 15. Jh.      | 1406 belehnte Herzog Leopold IV. von Habsburg seinen Haushofmeister Friedrich I. von Fladnitz mit Hohenwang. Friedrich war Anführer des Steirischen Ritterbundes und stieg bis zum Landeshauptmann auf. Bis 1411 verwaltete daher Stainwald von Fladnitz die Burg in seinem Namen. 1434 teilten sich die Brüder Friedrich und Wilfing von Fladnitz sowie Hermann und Hans von Montfort die Herrschaft Hohenwang. Die Burg selbst verblieb bei den Fladnitzern. Diese konnten durch Neuerwerbungen ihren Herrschaftsbereich zwar kurzfristig ausweiten, doch kam es durch Erbteilungen bald zu einer neuerlichen Zersplitterung. 1443 bestand die Herrschaft Hohenwang nur mehr aus Streubesitz. Laut einem Urbar aus dem 15. Jahrhundert verfügte Hohenwang zu dieser Zeit über folgende Einnahmequellen: „… ein Meierhof mit 105 Tagwerk Baufeld und dahinter eines mit 8 Tagwerken. Vier Wiesen nebst dazugehörigen Wald. Fischwasser auf der Mürz. Eine Getreide-, Stampf- und Sägemühle in Langenwang. Ein gemauerter Keller auf 30 Startin daselbst. Weingärten in Eichberg bei Schottwien, Raglitz und Erlitz. Der Zehent in Raboden. Untertanen in Feistritzberg, Hönigsberg, Schwöbing und Wassing. Das Standgeld in Langenwang. Roboten zum Getreide-, Holz,- Dünger,- Heu- und Krautführen, Holzhacken, Mähen, Heuheben, Schneiden. In den Tavernen können pro Jahr 2 Startin herrschaftlicher Zehent oder Eigenbauwein eingelegt werden die dann daselbst verleutgebt werden müßen.“ Christoph und Ulrich von Fladnitz schlossen 1484 mit Friedrich, Pfleger auf Oberkapfenberg, über das „Gesloss Hohenwanng“ einen Erbvertrag ab, der von Kaiser Friedrich III. bestätigt wurde. 1489 starb Wilhelm von Fladnitz d. Ä. und vermachte Hohenwang seiner Schwester Elisabeth. Diese war mit Pernhard von Scherffenberg verheiratet und die Burg gelangte auf diesem Weg 1490 in den Besitz dieser – für Hohenwang so bedeutenden – Adelsfamilie, den sie sich aber zunächst noch mit der Praxedis von Traun teilen mussten. Andree Kleech verwaltete von 1496 bis 1497 die Burg für die neuen Besitzer. |
| 16. Jh.      | 1512 konnten die Scherffenberger und die Trauner auch die letzten Anteile der Fladnitzer an Hohenwang an sich bringen. Die Fladnizer zogen sich ins Tal, auf den Krottenhof zurück. Den Scherrfenbergern wurde schließlich auch das landesfürstliche Lehen offiziell bestätigt, allerdings wegen Rechtsstreitigkeiten mit den Fladnitzern erst 1525 (offensichtlich hatten sie die Besitzurkunden in der Briefkammer der Fladnitzer bei Übernahme der Burg beseitigen lassen). Der Sohn von Praxedis, Christoph von Traun, verkaufte im gleichen Jahr seine Anteile an Hans von Scherffenberg, wodurch seine Familie – bis 1838 – zur Alleinherrscherin auf Hohenwang wurde. Den neuen Herren gelang es innerhalb der nächsten 100 Jahre viele Gebiete der ursprünglichen Herrschaft wieder an sich zu bringen. Siegmund Ludwig von Scherffenberg musste sich ab 1577 Hohenwang mit seinen fünf Brüdern teilen. Deshalb wurde die Burg zeitweise gleichzeitig von mehreren Familienzweigen bewohnt. Bis 1589 konnte Wolf von Scherffenberg auch die letzten Anteile der Montforter an Hohenwang erwerben. Bedingt durch die erbrechtliche Zerstückelung des Familienvermögens mussten jedoch wegen Steuerschulden immer wieder einzelne Ämter und Güter verkauft werden. |
| 17. Jh.      | 1602 übernahm Ulrich Christoph von Scherffenberg die Herrschaft und richtete einen Familienfideikommiss ein in das Hohenwang miteinbezogen wurde. Er konnte bis 1618 seine Besitzungen wieder vergrößern. U.a. erwarb er von Silvester Mailgraber den Krottenhof, der später zum Schloss Neu-Hohenwang ausgebaut wurde. 1606 hatte er den Freiherren von Teufenbach ein Landgut im Mürztal abgekauft. 1628 kam noch die Herrschaft Oberkindberg hinzu. Seine Gattin Elisabeth geb. Gräfin Thurn brachte die Pfründe der Herrschaft Rabenstein in die Ehe mit. Aus einem von Ulrich Christoph in Auftrag gegebenen Urbar geht hervor, dass die Herrschaft Hohenwang zur damaligen Zeit jährlich um die 10.205 Gulden an Einkünften abwarf und ihr Gesamtwert auf ca. 150.000 Gulden geschätzt wurde. |
| 18. Jh.      | 1700 wurde Hohenwang nach langen Erbstreitigkeiten Anton Felix von Scherffenberg zugesprochen. Er führte den Krottenhof wieder in den Besitz von Hohenwang über, in dem er sich die meiste Zeit des Jahres aufhielt. 1711 fungierte Hans Wilhelm Kundschäck als Burgpfleger auf Hohenwang. Er war auch für die Kontrolle der herrschaftseigenen Hammerwerke im Mürztal verantwortlich, die für die Einkünfte der Scherffenberger immer mehr an Bedeutung gewannen. Nach dem Tod von Anton Felix stand seine Gattin, Franziska Eleonore der Verwaltung von Hohenwang vor. Neuer Besitzer von Hohenwang wurde ihr Sohn Johann Leopold. Mit Ausbau der Triesterstraße ab 1723, war Hohenwang auch für deren Erhaltung in ihrem Abschnitt zuständig und durfte dafür von Martini (11. November) bis Lichtmeß (2. Februar des Folgejahres) von jedem beladenen Wagen 6 Kreuzer an Maut kassieren, die die jährlichen Kosten jedoch nicht annähernd abdecken konnten. Ab 1755 war Franz Joseph Insl Verwalter der Herrschaft Hohenwang. Im gleichen Jahr betrugen die Einkünfte der Herrschaft jährlich bis zu 21.000 Gulden. Dies war eine Steigerung auf das Doppelte, verglichen mit den Einkünften die noch 1650 erzielt wurden und ohne das dafür die Abgaben der Bauern erhöht worden waren. |
| 19. Jh.      | 1803 erwarb Johann von Scherffenberg den Pammer-Sensenhammer. Um das notwendige Brennmaterial für die Schmelzöfen sicherzustellen, wurden neue Waldflächen hinzugekauft. Die Herrschaft verfügte zu diesem Zeitpunkt über einen Grundbesitz von mehr als 26 km². Mehr als drei Viertel von diesen entfielen dabei auf Waldland. Johann von Scherffenberg war der Erste in seiner Familie, der in den Grafenstand erhoben wurde. Da er sechs erbberechtigte Kinder hatte, ergab sich nach seinem Tod eine neuerliche Aufteilung der Herrschaftsgüter. Die Scherffenberger starben schließlich mit dem Tod des Hans Graf von Scherffenberg 1849 aus. Die Herrschaft Hohenwang ging 1838 durch Verkauf an Alfred Fürst von Schönburg-Hartenstein über, der ebenfalls einige benachbarte Eisenwerke und Bergbaubetriebe besaß. Damit endete die 350-jährige Herrschaft der Scherffenberger über Hohenwang. Nach dessen Tod übernahm 1840 der k.k. Rittmeister Christian Heinrich Gottfried Plattensteiner den gesamten Besitz. Bereits fünf Jahre später veräußerte er ihn wieder an den Gewerken Josef Ritter von Wachtler. |
| 20. Jh.      | Die Ruine blieb bis 1961 im Besitz seiner Nachkommen. Als das Familienvermögen jedoch auf 27 Erben aufgeteilt werden musste, kam es zum Verkauf. Danach erwarb die Industriellenfamilie Schrack die Ruine mitsamt dem umliegenden Waldbesitz von der Genossenschaftlichen Zentralbank in Wien. |

## Hinweis
Die Grabmäler einiger Scherffenberger und der spätgotische Flügelaltar der Burgkapelle, können in der St. Andreas Pfarrkirche in Langenwang besichtigt werden. Weiters kann im Zuge einer Führung durch die Ruine, die vom Burgverein Hohenwang angeboten wird, ein maßstabgetreues Modell der Burg besichtigt werden, welches die Burg im Bauzustand des 16. Jahrhunderts darstellt. Anfahrt: Von der Pfarrkirche Langenwang der Hochschloßstraße bis zum Ende folgen. Direkt zur Burgruine besteht Fahrverbot, dennoch bietet sich eine Parkmöglichkeit bei der Autobahnauffahrt. Von der Waldrandsiedlung führt ein markierter Wanderweg zuerst über eine Wiese und setzt sich als Forststraße fort. Nach der Kreuzung gelangt man auf einer weiteren Forststraße zu einem steilen Wanderweg zur Ruine, die Gehzeit beträgt ca. 20 Minuten. Der Zugang zur Anlage ist ganzjährig und entgeltfrei möglich. Infotafeln vor Ort. Am ersten Sonntag im Juli findet der sog. „Hochschloßkirtag“ statt, er beginnt mit einer Prozession ab der Pfarrkirche Langenwang und endet bei der Hochschkoßkapelle.